# Systellogaster alba
Systellogaster alba là một loài ruồi trong họ Asilidae. Systellogaster alba được Martin miêu tả năm 1975. Loài này phân bố ở vùng Tân nhiệt đới.